# Sân bay Gwalior
Sân bay Gwalior (IATA: GWL, ICAO: VIGR) là một sân bay ở Gwalior, bang Madhya Pradesh, Ấn Độ. Sân bay này có một đường cất hạ cánh dài 2743 bề mặt bê tông.

## Các hãng hàng không và các tuyến điểm
Hiện có các hãng hàng không sau hoạt động tại sân bay Gwalior:
- Air India Regional (Jabalpur, Agra, Indore)
- Deccan (Delhi, Agra, Indore)
- Indian Airlines (Delhi, Khajuraho, Bhopal)
- Jet Airways (Indore, Mumbai)
- Jet Lite (Jaipur, Bhopal, Mumbai, Varanasi)